# Lön, pris och profit
Lön, pris och profit är beteckningen på ett föredragsmanuskript av Karl Marx från år 1865. Manuskriptet publicerades första gången 1898 av Marx' dotter Eleanor. Det innehåller i grova drag Marx' mervärdesteori.
På svenska finns 'Lön, pris och profit' bland annat publicerad i samlingsvolymen Ekonomiska skrifter i urval.